# Jardin d’Acclimatation
Der Jardin d’Acclimatation (ʒaʁdɛ̃ daklimatasjɔ̃; deutsch „Garten der Akklimatisation“) ist ein Freizeitpark im 16. Arrondissement von Paris.
Zu seiner Eröffnung sollten sich Pflanzen und Tiere aus den Übersee-Kolonien hier an das französische Klima gewöhnen.

## Entstehungsgeschichte

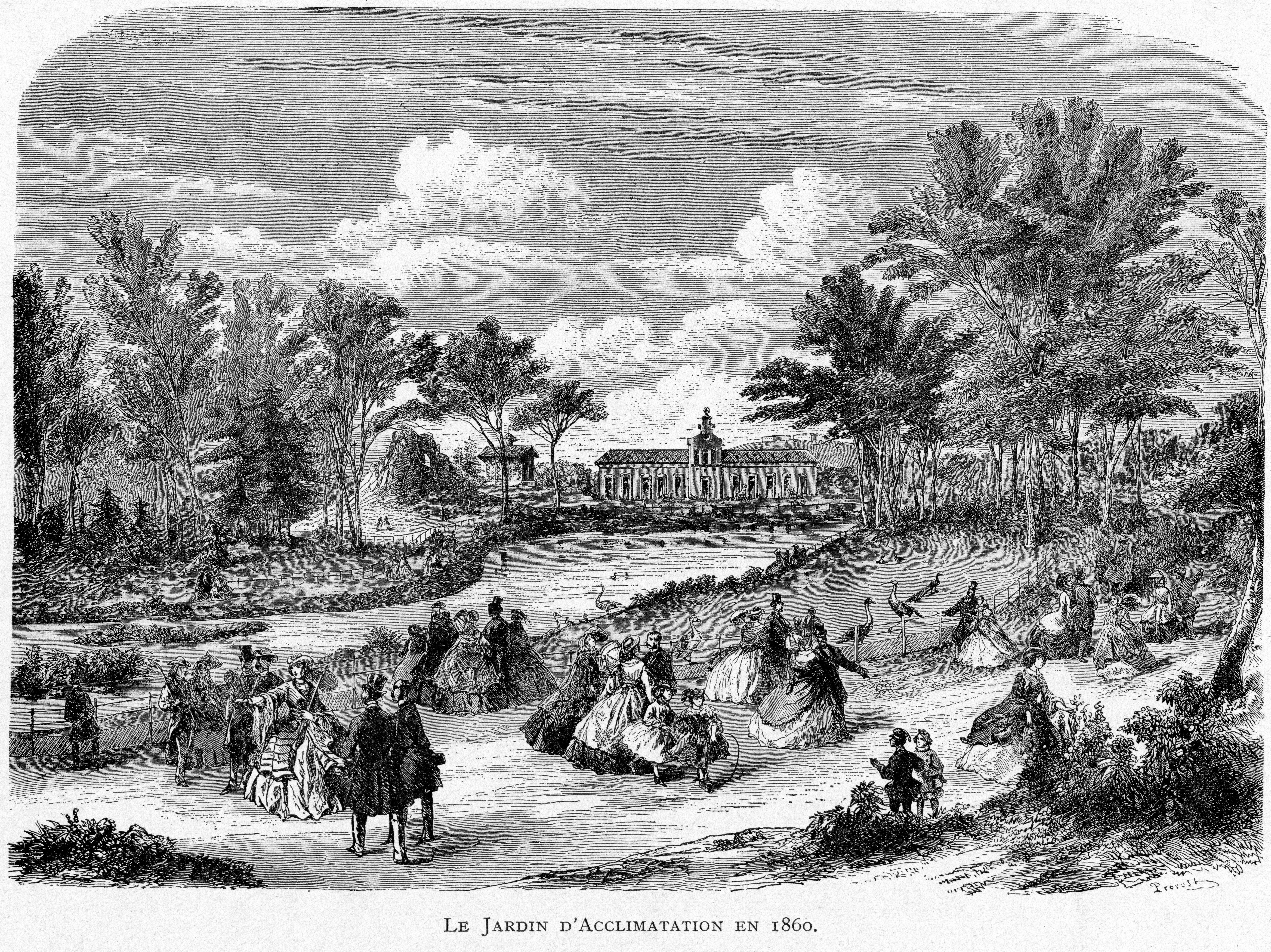
Jardin d’Acclimatation (Gravur, Henri Corbel, 1860)

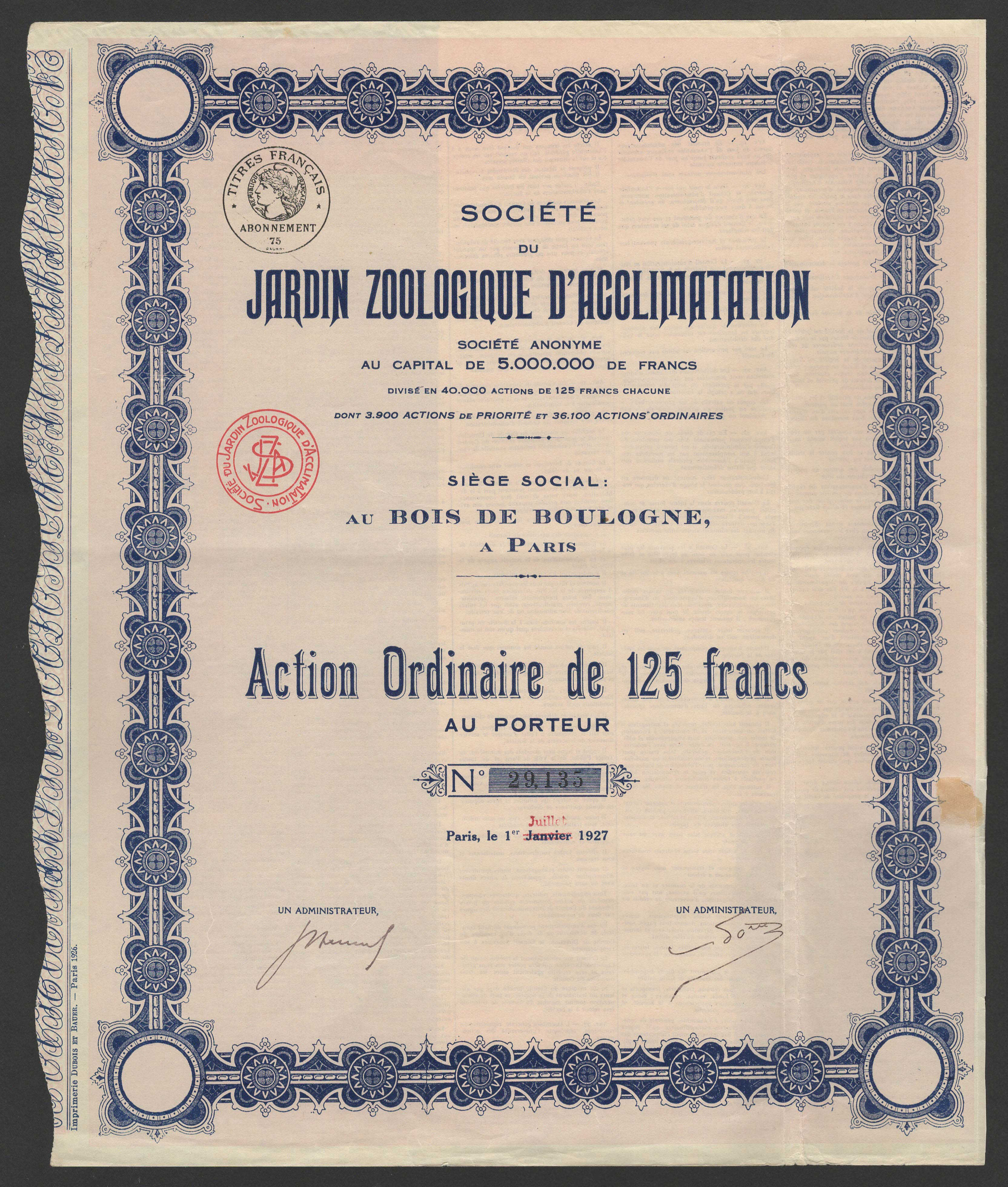
Aktie der Soc. du Jardin Zoologique d'Acclimatation S. A. vom 1. Juli 1927

Der Zoologe Isidore Geoffroy Saint-Hilaire gründete 1854 die Société Impériale Zoologique d’Acclimatation („kaiserliche zoologische Akklimatisierungs-Gesellschaft“), durch deren Initiative die Architekten Gabriel Davioud und Jean-Pierre Barillet-Deschamps im Juli 1859 den Auftrag zur Errichtung des Jardin d’Acclimatation erhielten. Bereits am 6. Oktober 1860 konnte er von Napoleon III. eröffnet werden. Isidores Sohn Albert Geoffroy Saint-Hilaire war zunächst Vizedirektor, ab 1865 Zoodirektor. Zunächst diente der Park als botanisches und zoologisches Bildungs- und Erholungsgebiet. Er beherbergte ab 1863 das weltweit zweite öffentliche Aquarium. Die Schmalspurbahn Petit Train du Jardin d’Acclimatation durchfährt seit 1878 den Park. Ab dem Jahr 1877 war der Park auch Heimat des Jardin d’Acclimatation Antropologique, in dem der damalige Parkdirektor Geoffroy de Sainte Hilaire Menschen aus den damaligen Kolonien, vor allem aus Afrika, in einer Völkerschau ausstellen ließ; eine Praxis, die die nächsten 25 Jahre Millionen in den Park locken sollte. 1877 wurde beispielsweise Hagenbecks Völkerschau der Nubier für mehrere Wochen zur Schau gestellt. Im 1893 eröffneten Palmarium brachte man Vögel unter. Am 4. Juli 1898 flog Alberto Santos Dumont den Wasserstoffballon „Brasil“ im Jardin d’Acclimatation und stieg mit ihm mehr als 200-mal auf. Der Ballon hatte einen Durchmesser von sechs Metern und ein Volumen von 113 m³. Er benötigte 113 m² japanische Seide für seine Hülle, die Hülle wog 3,5 kg. 
Die ersten Attraktionen in der Art eines Vergnügungsparks entstanden im Jahre 1926. Im Oktober 2016 erhielt ein Joint Venture zwischen dem LVMH-Konzern und der Compagnie des Alpes von der Stadt Paris eine Konzession als Betreiber für 25 Jahre. Die seit September 2017 laufenden Sanierungen wurden im Mai 2018 abgeschlossen. Die Wiedereröffnung des Parks mit 40 Attraktionen (darunter 17 neue) fand am 1. Juni 2018 statt.

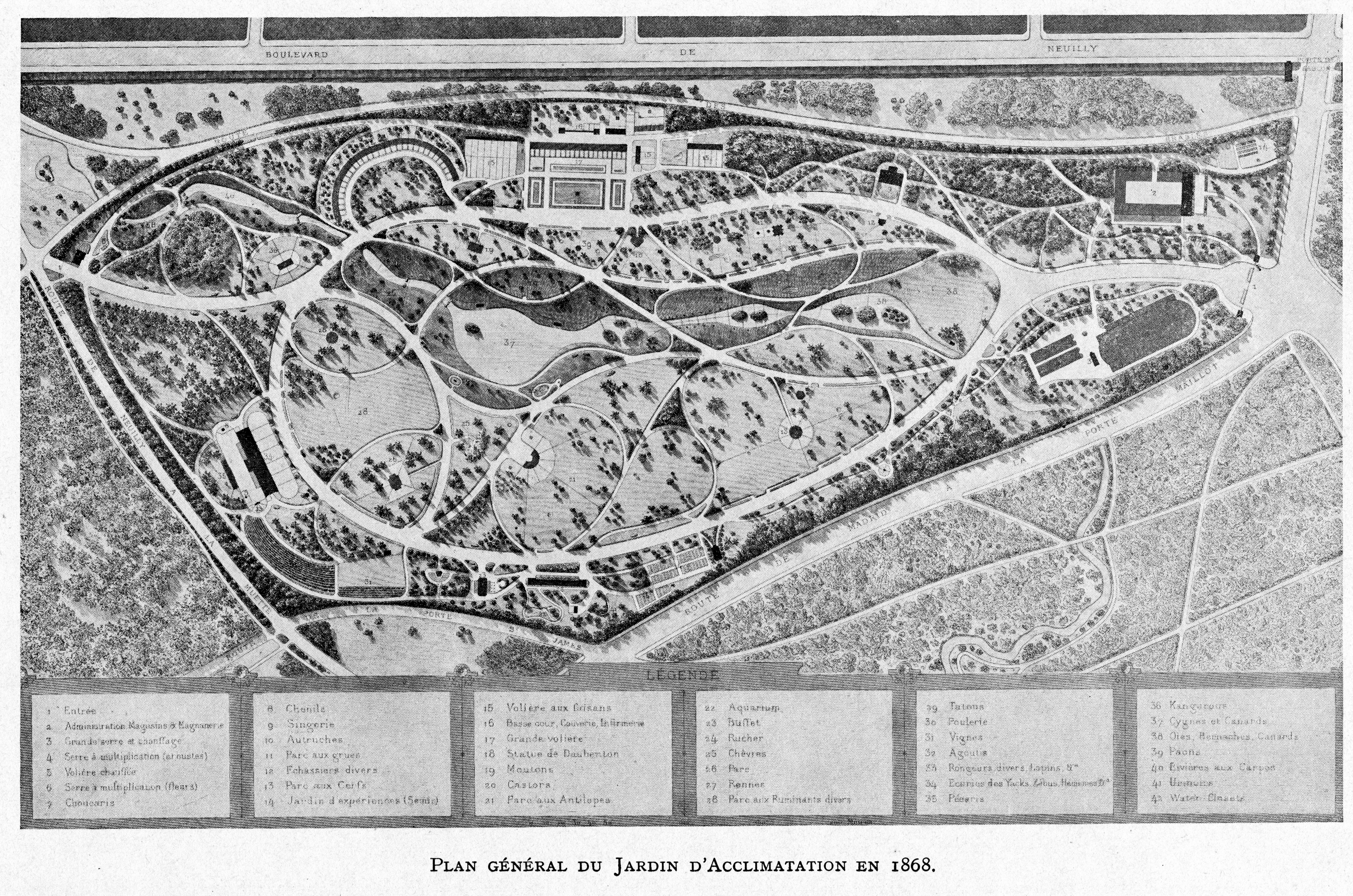
Jardin d’Acclimatation – Karte vom Park (Henri Corbel, 1868)
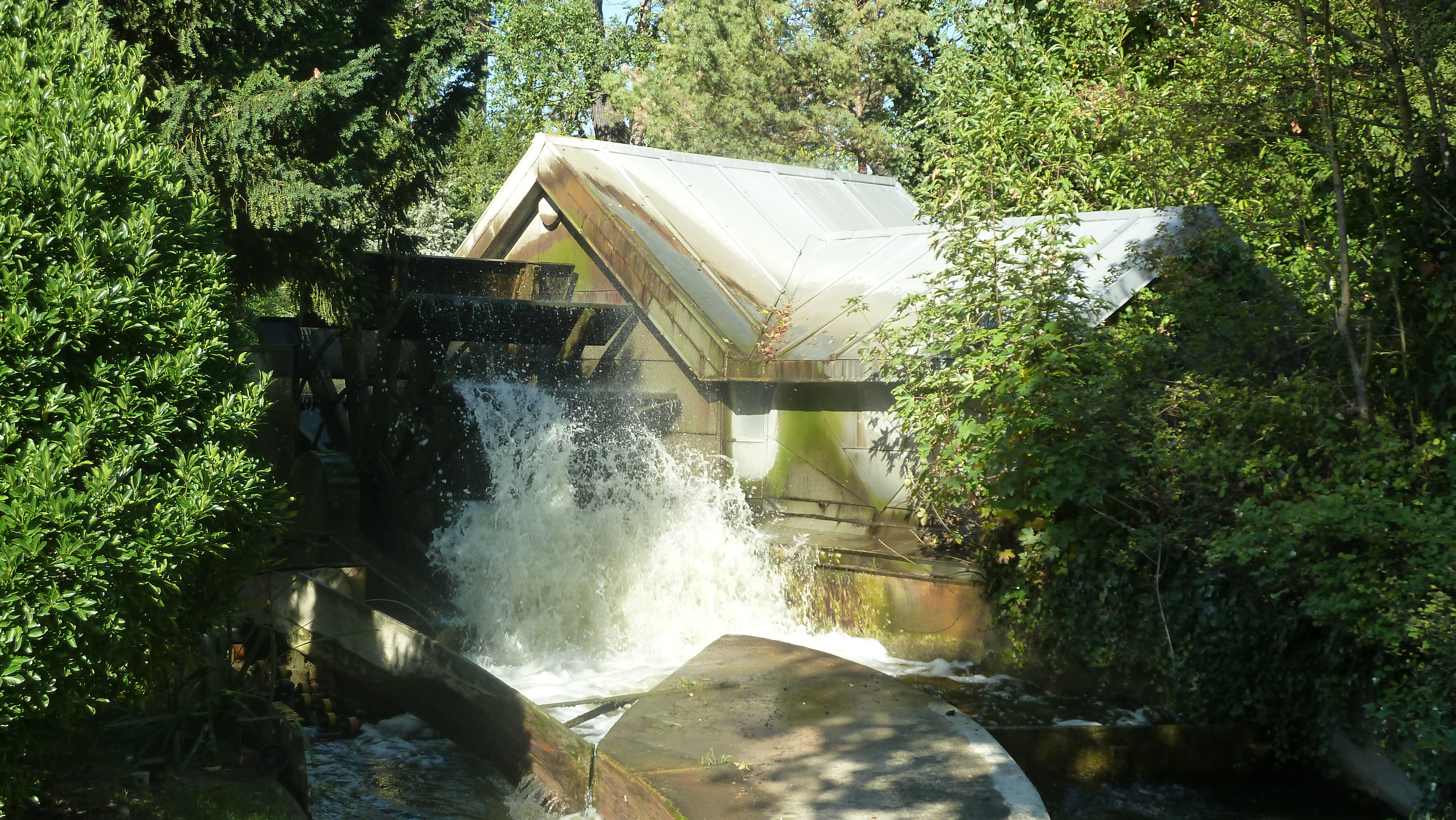
Jardin d’Acclimatation – Rivière enchantée (September 2018)
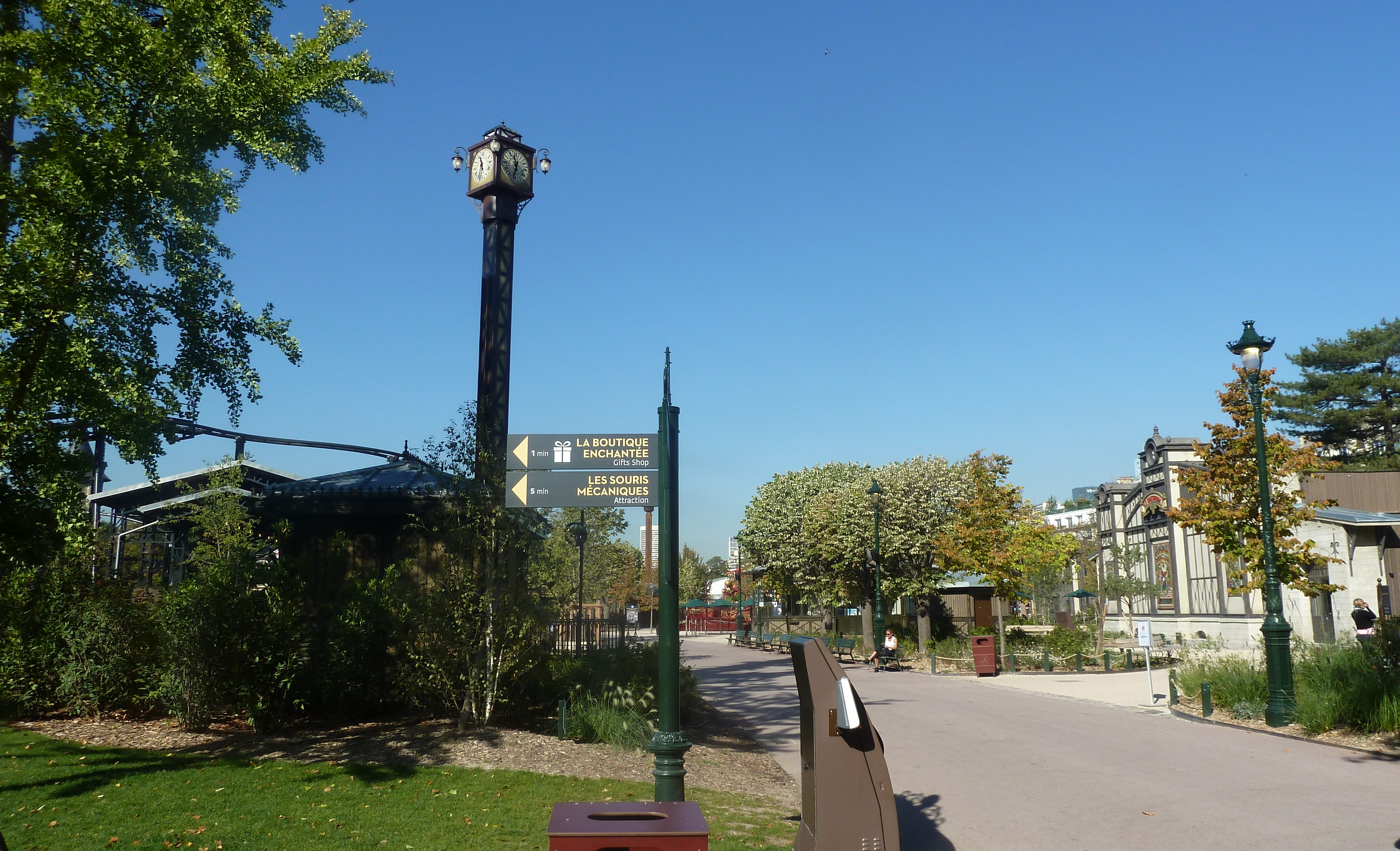
Jardin d’Acclimatation – Wegweiser zu Attraktionen (September 2018)
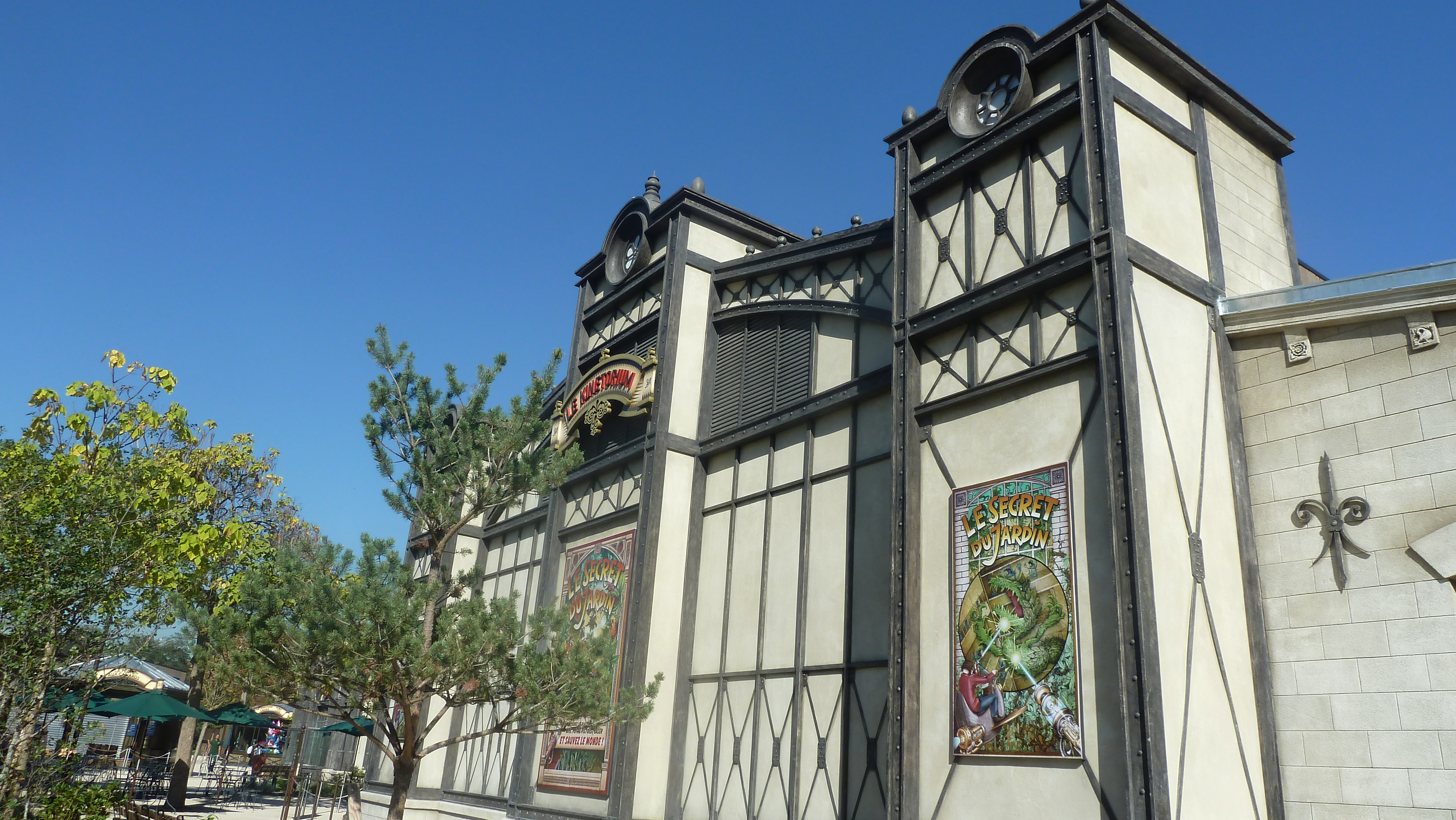
Jardin d’Acclimatation – Le Kinetorium (September 2018)
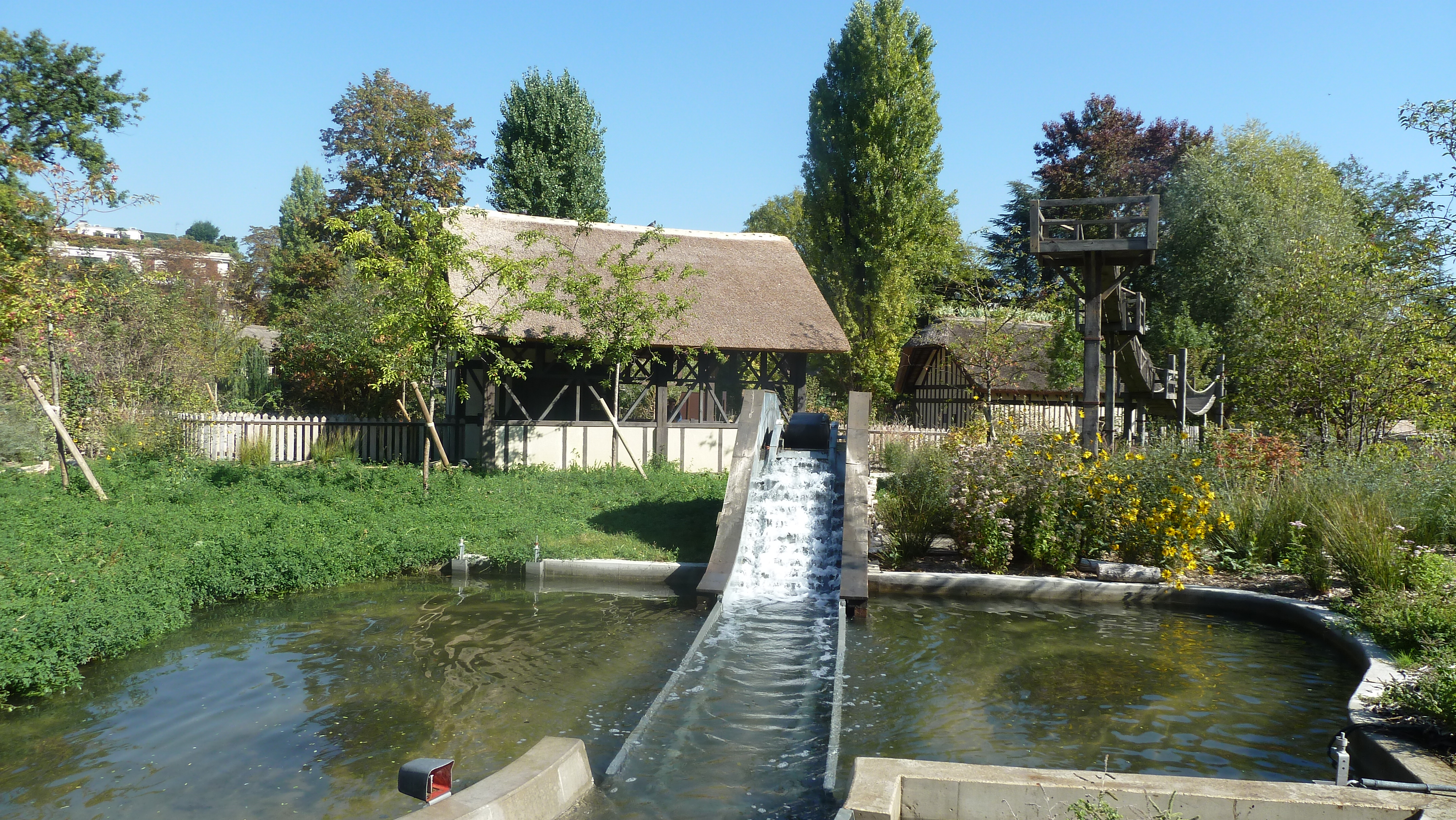
Jardin d’Acclimatation – Rivière enchantée (September 2018)
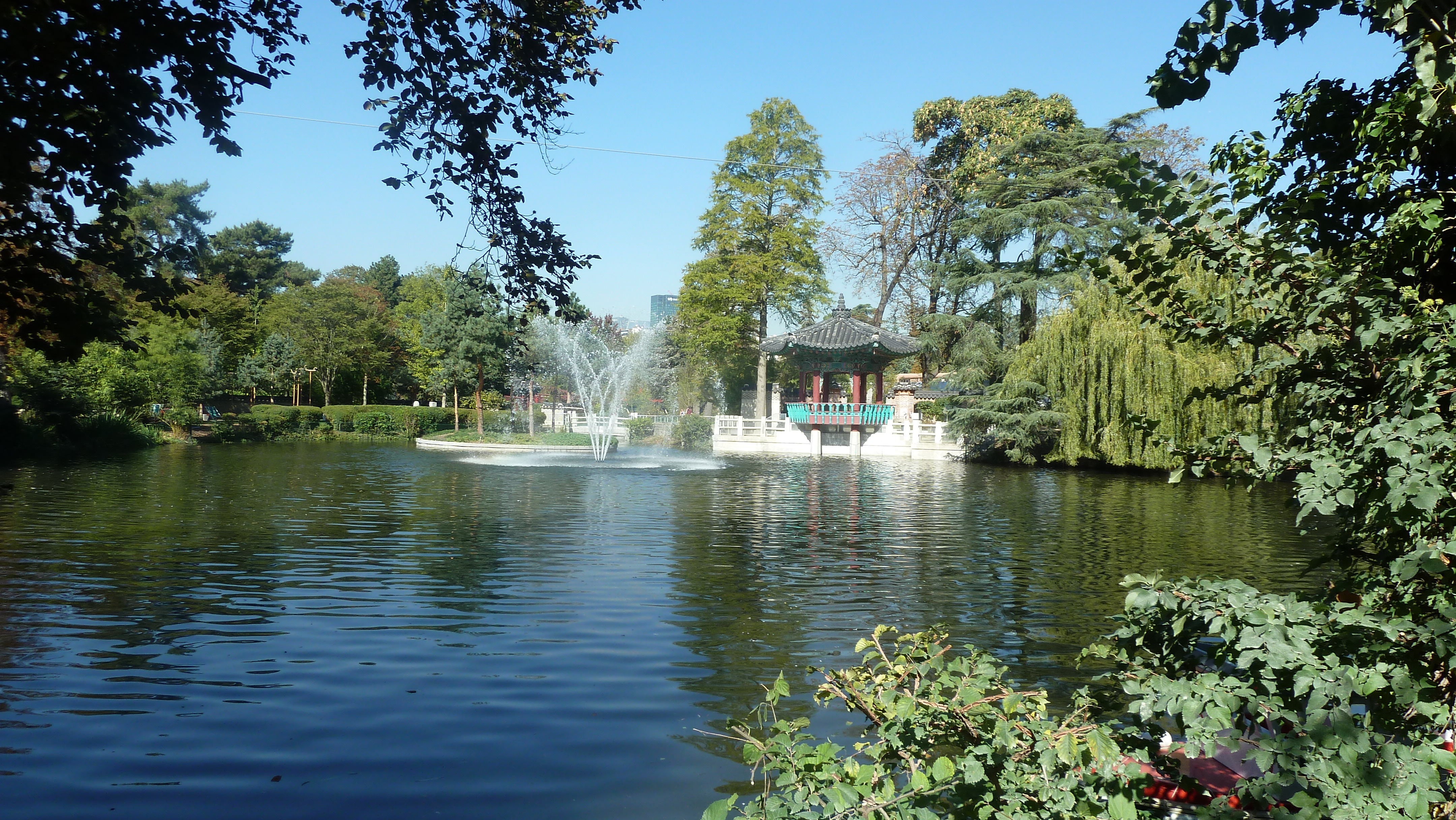
Jardin d’Acclimatation – Le Lac (September 2018)

## Attraktionen

Der 19 Hektar große Kinderpark kombiniert einen Landschafts- und Freizeitpark mit kulturellen Veranstaltungen. Die Attraktionen sind für alle, für Kinder oder lediglich für Erwachsene zugänglich. Es gibt eine Miniatureisenbahn, ein Reitzentrum, Ponyreiten, Vogelhaus (französisch La Grande Volière), Theater (französisch Théâtre du Jardin), Marionettentheater (französisch Théâtre de Guignol), seit 2018 das Kinetorium (französisch Cinéma interactif) und eine Kahnfahrt von 5 Kilometern Länge auf dem „verzauberten Fluss“ (französisch rivière enchantée) durch ein Naturschutzgebiet. Zudem sorgen ein Spiegelkabinett, kostenlose Spielbereiche sowie Achterbahnen (im französisch Village des Manèges), der kleine Bauernhof der Normandie (französisch La Petit Ferme normande) mit seinen seltenen Tierarten und ein japanischer Bauernhof (französisch La Maison de Kiso) für Unterhaltung.

### Achterbahnen
| Name              | Typ                          | Hersteller           | Baujahr |
| ----------------- | ---------------------------- | -------------------- | ------- |
| Défi du Dragon    | Launched Coaster             | Gerstlauer           | 2025    |
| Fils du Dragon    | Big Apple                    | Kılıç Lunapark       | 2023    |
| Machine à Vapeur  | Powered Coaster              | Soquet               | 2001    |
| Souris Mécaniques | Spinning Coaster, Wilde Maus | Reverchon Industries | 2002    |
| Speed Rockets     | Stahlachterbahn              | Gerstlauer           | 2018    |

#### Ehemalige Achterbahnen
| Name           | Typ                               | Hersteller | Eröffnung        | Schließung |
| -------------- | --------------------------------- | ---------- | ---------------- | ---------- |
| Chenille       | Powered Coaster                   | Soquet     | 1992             | 2001       |
| Chenille       | Powered Coaster, Kinderachterbahn | unbekannt  | 2010 oder früher | 2017       |
| Dragon Chinois | Familienachterbahn                | Soquet     | 1987             | 2023       |

## Film
- „Die Wilden“ in den Menschenzoos. Regie: Bruno Victor-Pujebet, Pascal Blanchard. Frankreich, 2017, 92 Min.[14]

## Lage
An den noch zur Stadt Paris gehörenden Jardin d’Acclimatation grenzen der Bois de Boulogne und der Pariser Vorort Neuilly-sur-Seine an. Der Park ist erreichbar mit der Métrolinie 1 über die Haltestelle Les Sablons. Der „Petit Train“ fährt ab Porte Maillot Interessenten in den Park.